# Eisenbahnunfall von Bahanaga

Illustration des Eisenbahnunfalls von Bahanaga

Bei dem Eisenbahnunfall von Bahanaga kollidierten am 2. Juni 2023, gegen 18:55 Uhr Ortszeit, in Bahanaga im Distrikt Baleswar im ostindischen Bundesstaat Odisha drei Züge der Indischen Staatsbahn. 288 Menschen starben, 1175 wurden verletzt. Damit war es einer der folgenreichsten Eisenbahnunfälle.

## Ausgangslage
Der Unfall ereignete sich im Bereich des Bahnhofs Bahanaga Bazar an der Bahnstrecke Kharagpur Junction–Bhubaneswar, etwa 270 km südlich von Kolkata. Die Strecke ist hier zweigleisig und elektrifiziert. Der Bahnhof besteht aus den beiden durchgehenden Streckengleisen und Ausweichgleisen für Überholungen auf beiden Seiten.
Am Unfall waren beteiligt:
- ein Güterzug, der Eisenerz geladen hatte. Er war der erste der drei beteiligten Züge, der in Bahanaga Bazar eingetroffen war. Er kam aus nördlicher Richtung und wurde auf ein Überholungsgleis geleitet, wo er auf die Weiterfahrt wartete.
- der Coromandel-Express[Anm. 1] (Zug-Nummer 12841) war mit einer Elektrolokomotive und 21 Wagen vom Bahnhof Shalimar in Haora (Westbengalen) mit Ziel Chennai (Tamil Nadu) in Richtung Süden unterwegs.
- der Howrah Superfast Express (Zug-Nummer 12864), der von Bengaluru (Karnataka) nach Haora Richtung Norden fuhr, ebenfalls von einer Elektrolokomotive gezogen wurde und 23 Wagen führte.

Zum Unfallzeitpunkt hatten beide Reisezüge eine planmäßige Geschwindigkeit von knapp unter 130 km/h.
Darüber hinaus wartete im zweiten Überholungsgleis ein weiterer Güterzug, der aber in den Unfall nicht verwickelt wurde.

## Unfallhergang
Als sich der Coromandel-Express dem Bahnhof Bahanaga Bazar von Norden näherte, zeigte dessen nördliches Einfahrsignal „Fahrt frei“. Der Zug sollte Bahanaga Bazar ohne Halt durchfahren. Durch eine Fehlfunktion im Stellwerk des Bahnhofs Bahanaga Bazar war die Weiche in das Überholungsgleis nicht auf Geradeausfahrt in Richtung Streckengleis, sondern abweichend in Richtung auf das Überholungsgleis gestellt, das von dem Güterzug besetzt war. Der Coromandel-Express prallte auf den Zugschluss des Güterzuges, dessen Lokomotive zertrümmerte mehrere Güterwagen, um anschließend auf weitere Güterwagen aufzuklettern, wo sie zum Stehen kam. Da der mit Eisenerz beladene Zug eine sehr große Masse hatte, wirkte die kinetische Energie des Aufpralls überwiegend auf die Fahrzeuge des Personenzuges. Alle 21 Wagen des Coromandel-Express entgleisten, wobei einige auf den im Nachbargleis abgestellten, mit Eisenerz beladenen Güterzug prallten, andere ins Lichtraumprofil des Gleises der Gegenrichtung zu liegen kamen. Gleichzeitig mit dem Coromandel-Express durchfuhr der Howrah Superfast Express den Bahnhof Bahanaga Bazar in der Gegenrichtung. Die Unfallstelle hatte er überwiegend schon passiert, so dass nur die hinteren drei Wagen – ein Begleit- und zwei Personenwagen – von den entgleisenden Wagen des Coromandel-Express so getroffen wurden, so dass sie ebenfalls entgleisten. Der Güterzug entgleiste nicht.

## Folgen

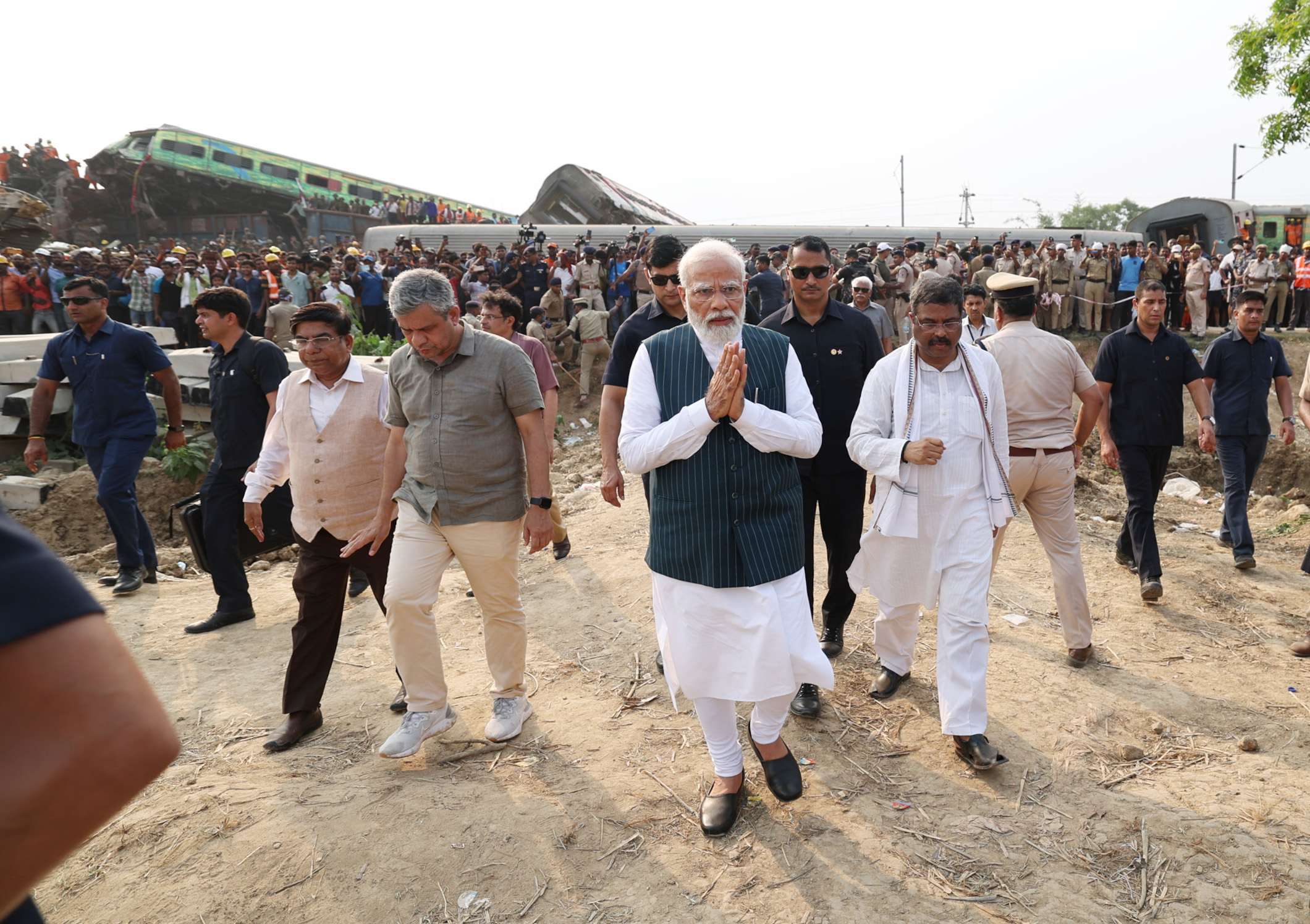
Premierminister Narendra Modi besuchte den Unfallort am 3. Juni 2023.

288 Menschen starben, 1175 wurden verletzt.
Drei Einheiten der National Disaster Response Force (NDRF) und vier Einheiten der Odisha Disaster Rapid Action Force, mehr als 15 Feuerwehren, 30 Ärzte, 200 Polizeikräfte und 60 Rettungswagen (nach anderen Angaben 115) kamen für die Rettung zum Einsatz. Zusätzliche vier NDRF-Einheiten machten sich auf den Weg zur Unfallstelle.
Der Howrah Superfast Express setzte – ohne die ursprünglichen vier letzten Wagen – seine Fahrt später fort. Aufgrund des Unfalls wurden mehrere Züge gestrichen oder umgeleitet. Die Jungfernfahrt des Mumbai CSMT–Madgaon Vande Bharat Express, die für den 3. Juni 2023 geplant war, wurde abgesagt. Stattdessen reiste der indische Premierminister Narendra Modi zur Unfallstelle.

## Untersuchung
Indiens Eisenbahnminister Ashwini Vaishnaw erklärte am 4. Juni 2023, die Untersuchung des Unfallhergangs sei abgeschlossen und der Untersuchungsbericht werde alsbald vorliegen. Die Ursache sei „ein Fehler im elektronischen Signalsystem“ gewesen, der eine verhängnisvolle Kettenreaktion ausgelöst habe. Die indische Regierung sagte den Familien der Getöteten und Verletzten eine finanzielle Unterstützung zu.